# Debito pensionistico
In economia e in diritto, il debito pensionistico è l'obbligazione di pagare in futuro oneri a titolo di vitalizio agli aventi diritto quando verranno a maturazione, e corrisponde al valore attuale di quanto il soggetto tenuto alla corresponsione delle pensioni dovrà rendere disponibile in una data unità di tempo in genere calcolata per annualità. Fa parte del calcolo la corresponsione della c.d. "liquidazione", in genere assimilabile alla refusione di un trattamento di fine rapporto.
È parte del debito pubblico quando riguarda obblighi contratti o comunque garantiti, ad esempio ex lege, dal sistema di previdenza sociale.
È un onere di diritto privato quando riguarda soggetti comunque tenuti a prestazioni inerenti trattamenti pensionistici o assimilati, ad esempio le compagnie di assicurazione per le polizze di previdenza privata.